# Malečnik
Malečnik – wieś w Słowenii, w gminie miejskiej Maribor. W 2018 roku liczyła 507 mieszkańców. 